# Coppa Italia 1997/98
Die Coppa Italia 1997/98, den Fußball-Pokalwettbewerb für Vereinsmannschaften in Italien der Saison 1997/98, gewann Lazio Rom. Lazio traf im Finale auf den AC Mailand und konnte die Coppa Italia zum zweiten Mal nach 1958 gewinnen. Mit 0:1 und 3:1 setzte sich Lazio Rom gegen Milan durch. Man wurde Nachfolger von Vicenza Calcio, das in der zweiten Runde gegen Pescara Calcio ausschied.
Als italienischer Pokalsieger 1997/98 qualifizierte sich Lazio Rom für den Europapokal der Pokalsieger des folgenden Jahres. Diese letzte Austragung des Europapokals der Pokalsieger vor dessen Eingliederung in den UEFA-Pokal konnte Lazio Rom im Endspiel gegen RCD Mallorca aus Spanien für sich entscheiden und wurde letzter Sieger des Europapokals der Pokalsieger überhaupt.

## 1. Runde
|                   | Gesamt    |                      | Hinspiel | Rückspiel |
| ----------------- | --------- | -------------------- | -------- | --------- |
| US Brescello      | 5:2       | AS Lucchese Libertas | 4:1      | 1:1       |
| AC Cesena         | 0:1       | US Lecce             | 0:0      | 0:1       |
| Ancona Calcio     | 2:3       | Pescara Calcio       | 2:1      | 0:2       |
| Chievo Verona     | 1:2       | ASD Castel di Sangro | 0:0      | 1:2       |
| Atletico Catania  | 0:4       | Hellas Verona        | 0:1      | 0:3       |
| US Palermo        | 1:2       | Reggina Calcio       | 1:2      | 0:0       |
| AC Savoia 1908    | 1:3       | AC Perugia           | 0:0      | 1:3       |
| Fidelis Andria    | 5:3       | Calcio Padova        | 2:1      | 3:2       |
| Cosenza Calcio    | 2:3       | US Foggia            | 0:0      | 2:3       |
| ASG Nocerina      | (a)3:3(a) | Cagliari Calcio      | 2:2      | 1:1       |
| FC Como           | 4:5       | Torino Calcio        | 4:2      | 0:3       |
| FBC Treviso       | 1:4       | AC Reggiana          | 1:2      | 0:2       |
| AC Monza Brianza  | 1:2       | CFC Genua            | 1:1      | 0:1       |
| US Cremonese      | 1:5       | Ravenna Calcio       | 0:1      | 1:4       |
| Salernitana Sport | 1:2       | AS Bari              | 1:1      | 0:1       |
| FC Carpi          | 0:1       | AC Venedig           | 0:1      | 0:0       |

## 2. Runde
|                      | Gesamt    |                  | Hinspiel | Rückspiel |
| -------------------- | --------- | ---------------- | -------- | --------- |
| US Brescello         | 2:5       | Juventus Turin   | 1:1      | 1:4       |
| US Lecce             | 3:2       | FC Empoli        | 2:1      | 1:1       |
| Pescara Calcio       | (a)3:3(a) | Vicenza Calcio   | 0:1      | 3:2       |
| ASD Castel di Sangro | 1:4       | AC Florenz       | 0:2      | 1:2       |
| AS Rom               | 7:4       | Hellas Verona    | 5:3      | 2:1       |
| Reggina Calcio       | 2:6       | Udinese Calcio   | 1:2      | 1:4       |
| AC Perugia           | (a)4:4(a) | SSC Neapel       | 3:2      | 1:2       |
| Fidelis Andria       | 2:6       | Lazio Rom        | 0:3      | 2:3       |
| US Foggia            | 2:4       | Inter Mailand    | 0:1      | 2:3       |
| Cagliari Calcio      | (a)4:4(a) | FC Piacenza      | 3:2      | 1:2       |
| Torino Calcio        | 3:4       | Sampdoria Genua  | 2:1      | 1:3       |
| AC Mailand           | 2:0       | AC Reggiana      | 0:0      | 2:0       |
| CFC Genua            | 3:4       | Atalanta Bergamo | 3:0      | 0:4       |
| Ravenna Calcio       | 2:7       | FC Bologna       | 0:5      | 2:2       |
| AS Bari              | 2:1       | Brescia Calcio   | 1:0      | 1:1       |
| AC Venedig           | 4:5       | AC Parma         | 3:2      | 1:3       |

## Achtelfinale
|                  | Gesamt          |                 | Hinspiel | Rückspiel |
| ---------------- | --------------- | --------------- | -------- | --------- |
| Juventus Turin   | 3:0             | US Lecce        | 2:0      | 1:0       |
| AC Florenz       | 3:2             | Pescara Calcio  | 1:0      | 2:2       |
| Udinese Calcio   | 3:4             | AS Rom          | 2:2      | 1:2       |
| Lazio Rom        | 4:3             | SSC Neapel      | 4:0      | 0:3       |
| FC Piacenza      | 1:3             | Inter Mailand   | 0:3      | 1:0       |
| AC Mailand       | 5:3             | Sampdoria Genua | 3:2      | 2:1       |
| Atalanta Bergamo | 4:4 (3:1 i. E.) | FC Bologna      | 3:1      | 1:3       |
| AC Parma         | 3:1             | AS Bari         | 2:1      | 1:0       |

## Viertelfinale
|            | Gesamt    |                  | Hinspiel | Rückspiel |
| ---------- | --------- | ---------------- | -------- | --------- |
| AC Florenz | (a)2:2(a) | Juventus Turin   | 2:2      | 0:0       |
| Lazio Rom  | 6:2       | AS Rom           | 4:1      | 2:1       |
| AC Mailand | 5:1       | Inter Mailand    | 5:0      | 0:1       |
| AC Parma   | 2:1       | Atalanta Bergamo | 1:0      | 1:1       |

## Halbfinale
|                | Gesamt    |           | Hinspiel | Rückspiel |
| -------------- | --------- | --------- | -------- | --------- |
| AC Mailand     | (a)2:2(a) | AC Parma  | 0:0      | 2:2       |
| Juventus Turin | 2:3       | Lazio Rom | 0:1      | 2:2       |

## Finale

### Hinspiel
| AC Mailand                                         | AC Mailand | Lazio Rom | Lazio Rom |
| -------------------------------------------------- | --- | --- | --------- |
| AC Mailand                                         | \| Finale \| \| 8. April 1998 in Mailand (Giuseppe-Meazza-Stadion) \| \| Ergebnis: 1:0 (0:0) \| \| Schiedsrichter: Livio Bazzoli \| | \| Finale \| \| 8. April 1998 in Mailand (Giuseppe-Meazza-Stadion) \| \| Ergebnis: 1:0 (0:0) \| \| Schiedsrichter: Livio Bazzoli \| | Lazio Rom |
| AC Mailand                                         | Sebastiano Rossi – Steinar Nilsen, Dario Smoje, Alessandro Costacurta, Paolo Maldini, Marcel Desailly – Dejan Savićević (60. Ibrahim Ba, 75. Leonardo), Demetrio Albertini, Roberto Donadoni – Maurizio Ganz (60. Filippo Maniero), George Weah Cheftrainer: Fabio Capello | Luca Marchegiani – José Chamot (74. Alessandro Grandoni), Alessandro Nesta, Paolo Negro, Giuseppe Favalli – Diego Fuser, Giorgio Venturin, Vladimir Jugović, Pavel Nedvěd – Pierluigi Casiraghi, Roberto Mancini (85. Guerino Gottardi) Cheftrainer: Sven-Göran Eriksson ( Schweden) | Lazio Rom |
| AC Mailand                                         | 1:0 George Weah (90.) | | Lazio Rom |
| Finale                                             | | |           |
| 8. April 1998 in Mailand (Giuseppe-Meazza-Stadion) | | |           |
| Ergebnis: 1:0 (0:0)                                | | |           |
| Schiedsrichter: Livio Bazzoli                      | | |           |

### Rückspiel
| Lazio Rom                               | Lazio Rom | AC Mailand | AC Mailand |
| --------------------------------------- | --- | --- | ---------- |
| Lazio Rom                               | \| Finale \| \| 29. April 1998 in Rom (Stadio Olimpico) \| \| Ergebnis: 3:1 (0:0) \| \| Schiedsrichter: Fiorenzo Treossi \| | \| Finale \| \| 29. April 1998 in Rom (Stadio Olimpico) \| \| Ergebnis: 3:1 (0:0) \| \| Schiedsrichter: Fiorenzo Treossi \| | AC Mailand |
| Lazio Rom                               | Luca Marchegiani – Alessandro Grandoni (50. Guerino Gottardi), Alessandro Nesta, Paolo Negro, Giuseppe Favalli – Diego Fuser, Giorgio Venturin, Vladimir Jugović, Pavel Nedvěd (90.+2' Dario Marcolin) – Pierluigi Casiraghi, Roberto Mancini (88. Giovanni Lopez) Cheftrainer: Sven-Göran Eriksson ( Schweden) | Sebastiano Rossi – Daniele Daino, Alessandro Costacurta, Paolo Maldini, Marcel Desailly – Dejan Savićević (31. Patrick Kluivert, 50. Giampiero Maini), Demetrio Albertini, Christian Ziege, Roberto Donadoni, Ibrahim Ba (67. Maurizio Ganz) – George Weah Cheftrainer: Fabio Capello | AC Mailand |
| Lazio Rom                               | 1:1 Guerino Gottardi (55.) 2:1 Vladimir Jugović (58., Elfmeter) 3:1 Alessandro Nesta (65.) | 0:1 Demetrio Albertini (46.) | AC Mailand |
| Finale                                  | | |            |
| 29. April 1998 in Rom (Stadio Olimpico) | | |            |
| Ergebnis: 3:1 (0:0)                     | | |            |
| Schiedsrichter: Fiorenzo Treossi        | | |            |